# Tzicaixtlahuac
Tzicaixtlahuac es una localidad del estado mexicano de Guerrero. Es parte del municipio de Chilapa de Álvarez.

## Demografía
| Censo | Población |
| ----- | --------- |
| 2000  | 71        |
| 2010  | 102       |
| 2020  | 1 277     |